# Bewegungsinvariante Funktion
Eine bewegungsinvariante Funktion ist ein Begriff aus der Mathematik, insbesondere aus dem Bereich der Geometrie aber auch der Analysis. Verkettet man eine bewegungsinvariante Funktion des euklidischen Raums mit einer euklidischen Bewegung, dann ändert sich das Verhalten der bewegungsinvarianten Funktion nicht. Jede bewegungsinvariante Funktion ist auch eine translationsinvariante Funktion. 
In der analytischen Geometrie kann man Bewegungsinvarianz auch verstehen als Unabhängigkeit von der Wahl des Koordinatensystems.

## Definition
Sei {\displaystyle \phi \colon \mathbb {R} ^{n}\to \mathbb {R} ^{n}} eine euklidische Bewegung, {\displaystyle U\subset \mathbb {R} ^{n}} eine Teilmenge und {\displaystyle f\colon U\to \mathbb {R} } eine Funktion. Diese Funktion heißt bewegungsinvariant, falls
{\displaystyle f(\phi (x))=f(x)}
für alle {\displaystyle x\in U} gilt.

## Beispiele
- Das äußere Hausdorff-Maß[2] und das Lebesgue-Maß[2] sind bewegungsinvariant.
- Das Lebesgue-Integral ist bewegungsinvariant.[3]